# Prins Daniel 50 år
Prins Daniel 50 år är ett svenskt intervjuprogram om ett avsnitt som hade premiär på SVT Play och SVT den 29 augusti 2023. Enligt MMS sågs programmet av 909 000 tittare vilket innebar att det den dagen var det mest sedda programmet efter de lokala nyheterna.

## Bakgrund
Kronprinsessan Victorias gemål Prins Daniel fyller 50 år den 15 september 2023. I programmet intervjuar Carina Bergfeldt honom inför hans 50-årsdag. Carina Bergfeldt menar att hon försökt få en intervju med prins Daniel i sin talkshow sedan den började. Hon berättar att hon redan 2013 fascinerades av att han menade att han inte hade några problem att stå i prinsessan Victorias bakgrund. I intervjun berättar prins Daniel bland annat om uppväxten i Ockelbo, och ger sin syn på hur det är att gifta in sig i kungafamiljen. Han berättar även hur romantiken kan hållas levande efter tjugo år tillsammans. 

## Mottagande
Kommentatorer och journalister som normalt bevakar kungligheter hyllade programmet. Johan T. Lindwall från Svensk Damtidning hyllade den med "fem av fem kungakronor”, och beskrev den "väldigt öppen, väldigt privat, väldigt oväntat." Kulturjournalisten och kritikern Anna Hellsten på Sydsvenskan menade att intervjun var blek och ointressant och Anna Björklund på Aftonbladet tyckte att Sveriges Television fjäskade.
Mest uppmärksammat var Prins Daniels förnekande av en äktenskaplig kris i början av februari 2022. Det uppstod då ett rykte att det skulle komma in en skilsmässoansökan till Solna tingsrätt. De flesta stora mediehusens redaktioner kontaktade hovet och Solna tingsrätt, och till sist dementerade hovet ryktet, via presstrjänsten. Att hovet själva dementerade ett rykte väckte ökade uppmärksamheten. Prins Daniel uttalade sig för första gången om detta i intervjun och kallade ryktet elakt och falskt.

## Medverkande
- Carina Bergfeldt
- Prins Daniel